# Vârful Gârgalău, Munții Rodnei
Vârful Gârgalău, având o altitudine de 2.158 m, ) se află în partea de est a Munților Rodnei. Vârful este un obiectiv turistic care oferă vedere panoramică nu numai peste Munții Rodnei, dar și peste Maramureș la nord, și, în continuare, asupra părții de sud a Ucrainei.